# Sântana de Mureș
Sântana de Mureș (in ungherese Marosszentanna, in tedesco Sankt Anna an der Mieresch) è un comune della Romania di 4676 abitanti, ubicato nel distretto di Mureș, nella regione storica della Transilvania. 
Il comune è formato dall'unione di 4 villaggi: Bărdești, Chinari, Curteni, Sântana de Mureș.
Principale monumento del comune è il Tempio Calvinista Riformato: si tratta di un edificio a navata unica con abside semicircolare, costruito nel XIII-XIV secolo e contenente frammenti di un ciclo di affreschi, attribuiti ad un anonimo pittore di scuola italiana del XIV secolo e con uno stile che ricorda quello prerinascimentale.